# Пахтаобод (Шахрітуський район)
Пахтаобо́д (тадж. Пахтаобод) — село у складі Хатлонської області Таджикистану. Входить до складу Пахтаободського джамоату Шахрітуського району.

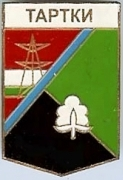
Герб села часів СРСР

Назва села означає «місто бавовнику», складається з пахта (бавовник), обод (благоустрій, впорядкований, заселений). В радянські часи село називалось Тарткі.
Населення — 3885 осіб (2017).